# Matthias Dressler-Bredsdorff
Matthias Dressler-Bredsdorff (født 1988) er en dansk forfatter, kritiker, kulturjournalist og skribent ved Dagbladet Information. Barnebarn af litteraten Elias Bredsdorff
Han har tidligere været tilknyttet Sorbonne Université som lektor i dansk og Politiken som kulturskribent og kritiker. Han debuterede som forfatter i 2025 med erindringsromanen Efter faldet. I bogen, der tager udgangspunkt i hans fars død, udlægger han sin familiehistorie og sætter den i relation til en større fortælling om Europa.